# 이세영 (희극인)
이세영(1989년 4월 28일~)은 대한민국의 희극인이다.

## 학력
- 작전여자고등학교
- 덕성여자대학교 일어일문학 (휴학)

## 출연 작품

### 유튜브
- 영평TV(2018년 12월 25일~현재)
- 라이채널(2021년 8월 6일~현재)
- 급식걸즈 도라이 (2021 ~ 현직)

### 예능
- 진실게임 (SBS)
- 놀라운 대회 스타킹 (SBS)
- 김병만, 이수근의 10년의 꿈 (SBS)
  - 《힙합패밀리》 이수근의 여자친구 역
- 와이드 연예뉴스 (M.net)
- 개그공화국 (MBN)
  - 《앙마를 보았다》
  - 《헤픈 달》 중전 역
  - 《픽스 시켜》
  - 《맨투맨》
  - 《상담의 신 홍선생》
  - 《우짜짜 응원단》
  - 《잔혹한 출근》
  - 《시어머니는 외계인》
- tvN eNEWS (tvN)
- 코미디빅리그 (tvN)
  - 《비스티 토이즈》
  - 《리얼 연애》
  - 《운수 좋은 날》 안내원 역
  - 《마이너 리포트》
  - 《유행어 홈쇼핑》
  - 《흔남흔녀》
  - 《까톡친구들》
  - 《부들부들》 제시카 역
  - 《코빅열차》 사생팬 여고생1(2014년 2쿼터), 제시카 역(2014년 3쿼터)
  - 《오춘기》
  - 《개인주의》(2015년 1쿼터)
  - 《희극지왕》 이소령(이소룡)(2015년 2쿼터), 류승범, 오달수(2015년 3쿼터 ~ ) 역
  - 《중고&나라》 오인택의 여동생 역
  - 《초저가 항공》 스튜어디스 역
  - 《엑스트라》 이소령(이소룡) 역
  - 《사이다펀치》
  - 《좋은 친구들》
- SNL 코리아 (tvN) - 크루[1](시즌5~시즌9)
- Let 미인 시즌5 (스토리온)
- 더 지니어스: 그랜드 파이널 (tvN)
- 황금어장 라디오스타 (MBC)
- 문제적 남자 (tvN)
- 우리할매 (tvN)
- 현장토크쇼 TAXI (tvN)
- 생방송 오늘아침 (MBC)
- 한밤의 TV연예 (SBS)
- 대국민 토크쇼 안녕하세요 (KBS2)
- 배우학교 (tvN)
- 해피투게더 (KBS2)
- 1 대 100 (KBS2)
- 일요일이 좋다 판타스틱 듀오 (SBS)
- 능력자들 (MBC)
- 보컬 전쟁: 신의 목소리 (SBS)
- 더 바디쇼 4 (온 스타일)
- 이달의 행사왕 (JTBC)
- 내 귀에 캔디 (tvN)
- 최신유행 프로그램 (XtvN)

### 뮤지컬
- 급식왕&급식걸즈 - 2020년 7월 29일 ~ 2021년 1월 ~ 현재

### 드라마
- 아홉수 소년 (tvN) - 선아 역 (특별출연)
- 사랑 주파수 37.2 (MBC every1) - 간호사 역
- 미생물 (tvN) - 선지영 차장 역
- 초인시대 (tvN) - 청년창업지원센터 직원 역 (특별출연)
- 우리 헤어졌어요 (TV캐스트) - 지민 역
- 응답하라 1988 (tvN) - 왕자현 역
- 내 사위의 여자 (SBS) - 장미 역
- 38사기동대 (OCN) - 특별출연
- 싸우자귀신아 (tvN) - 화장실 귀신 역 (특별출연)
- 혼술남녀 (tvN) - 부산황정고 동창생 (2반) 역 (특별출연)
- 유부녀의 탄생 (SBS Plus) - 세영 역
- 마음의 소리 (KBS2) - 여자 1 역
- 밥상 차리는 남자 (MBC) - 이명랑 역
- 김비서가 왜 그럴까 (tvN) - 14회 특별출연
- 꽃파당: 조선혼담공작소 (JTBC) - 무당 역 (5회 특별출연)
- 쌉니다 천리마마트 (tvN) - 배틀 서바이벌 MC 역 (특별출연)
- 삼남매가 용감하게 (KBS2) - 태주가 본 수상한 TV 스티리머 역 (특별출연)
- 너에게 난 (웹드라마) - 세영선배 역

### 라디오
- 박정아의 달빛낙원 (MBC 표준FM)
- 슈퍼주니어의 키스 더 라디오 (KBS 쿨FM)

### 뮤직비디오
- 배드키즈 - 바밤바

### 광고
- 보령제약 용각산 쿨 - 이동휘와 동반 출연
- SK텔레콤 - 정상훈과 동반 출연

## 유행어
- "어우~ 이 악!마!" - (악마를 보았다)
- "잠깐만, 잠깐만~ 야, 주리주리!" - (부들부들, 코빅열차)
- "아니, 류승범 (또는) 오달수다." - (희극지왕)
- "라이 라이 도라이야!". - (급식걸즈&급식왕)
- "신생아 준혁이 배를 잘라서 피나게 했습니다. 저 잘했져!(울산미래산부인과)